# Wadhwan
Wadhwan là một thành phố và khu đô thị của quận Surendranagar thuộc bang Gujarat, Ấn Độ.

## Nhân khẩu
Theo điều tra dân số năm 2001 của Ấn Độ, Wadhwan có dân số 61.739 người. Phái nam chiếm 52% tổng số dân và phái nữ chiếm 48%. Wadhwan có tỷ lệ 71% biết đọc biết viết, cao hơn tỷ lệ trung bình toàn quốc là 59,5%: tỷ lệ cho phái nam là 78%, và tỷ lệ cho phái nữ là 63%. Tại Wadhwan, 12% dân số nhỏ hơn 6 tuổi.